# Primeira Liga 1999-00
La Primeira Liga 1999/00 fue la 66.ª edición de la máxima categoría de fútbol en Portugal. Sporting de Portugal ganó su 17° título. En esta temporada la competición fue renombrada, de Campeonato Nacional da Primeira Liga (Campeonato Nacional de la Primera Liga, también conocida como Primeira Divisão) pasó a llamarse Primeira Liga.

## Tabla de posiciones
| Pos. | Club                     | Pts. | PJ | PG | PE | PP | GF | GC | Notas                               |
| 1    | Sporting de Portugal (C) | 77   | 34 | 23 | 8  | 3  | 57 | 22 | Liga de Campeones                   |
| 2    | Porto                    | 73   | 34 | 22 | 7  | 5  | 66 | 26 | Liga de Campeones (3ª ronda previa) |
| 3    | Benfica                  | 69   | 34 | 21 | 6  | 7  | 58 | 33 | Copa UEFA                           |
| 4    | Boavista                 | 55   | 34 | 16 | 7  | 11 | 40 | 31 | Copa UEFA                           |
| 5    | Gil Vicente              | 53   | 34 | 14 | 11 | 9  | 48 | 34 | -                                   |
| 6    | Marítimo                 | 50   | 34 | 13 | 11 | 10 | 42 | 36 | -                                   |
| 7    | Vitória Guimarães        | 48   | 34 | 14 | 6  | 14 | 48 | 43 | -                                   |
| 8    | Estrela da Amadora       | 45   | 34 | 10 | 15 | 9  | 40 | 35 | -                                   |
| 9    | Sporting Braga           | 43   | 34 | 12 | 7  | 15 | 44 | 45 | -                                   |
| 10   | Leiria                   | 42   | 34 | 10 | 12 | 12 | 31 | 35 | -                                   |
| 11   | Alverca                  | 41   | 34 | 11 | 8  | 15 | 39 | 48 | -                                   |
| 12   | Belenenses               | 40   | 34 | 9  | 13 | 12 | 36 | 38 | -                                   |
| 13   | Campomaiorense           | 36   | 34 | 10 | 6  | 18 | 31 | 51 | -                                   |
| 14   | Farense                  | 35   | 34 | 8  | 11 | 15 | 35 | 60 | -                                   |
| 15   | Salgueiros               | 34   | 34 | 9  | 7  | 18 | 30 | 49 | -                                   |
| 16   | Vitória                  | 33   | 34 | 9  | 6  | 19 | 25 | 49 | Descenso                            |
| 17   | Rio Ave                  | 33   | 34 | 8  | 9  | 17 | 34 | 54 | Descenso                            |
| 18   | Santa Clara              | 31   | 34 | 7  | 10 | 17 | 35 | 50 | Descenso                            |

## Campeón
|                                         |
| Campeón Sporting de Portugal 17° título |

## Goleador
| Jugador      | Equipo      | Goles |
| ------------ | ----------- | ----- |
| Mário Jardel | F. C. Porto | 37    |